# Alceo (hijo de Perseo)
Según la mitología griega, Alceo (Ἀλκαῖος) era hijo de Perseo y Andrómeda, y antepasado de Heracles.

## Genealogía
El nombre Alceo evoca, en griego, la idea de fuerza: άλκή. Fue el primer hijo de Perseo nacido en Grecia; por parte de su padre descendía de Zeus y de la casa de Dánao y por su madre era descendiente de Belo, padre de Dánao y de Poseidón.

## Mitología
Alceo tomó por esposa a Astidamía, hija de Pélope; uniendo de este modo dos de las más importantes estirpes heroicas (otros autores aseguran que su esposa fue Laónome, hija de Guneo o bien Hipónome, hija de Meneceo). Aunque nacido en Micenas, reinó en Tirinto como sucesor de su padre. Tuvo dos hijas, Anaxo (que algunas versiones dicen que se casó con Electrión, rey de Micenas) y Perimede, que casó con Licimnio. El otro hijo de Alceo y Astidamía fue Anfitrión. Hija de Electrión y Lisídice, o de Anaxo, fue Alcmena quien, a su vez, fue tomada como esposa por su tío Anfitrión. Alcmena fue madre de Heracles o Hércules por obra de Zeus. Alcmena también fue madre de Ificles, quien fue concebido con Anfitrión como padre. Heracles llevó, en su juventud, el nombre de Alceo (Alcides en otras versiones) en homenaje a su bisabuelo. Por este mismo motivo, autores como Lucano en su obra "Farsalia" llaman a Heracles o Hércules el Alcida.
| Predecesor: Perseo | Reyes de Tirinto | Sucesor: Anfitrión |